# Már megjöttünk estére
A Köszöntő című, Már megjöttünk estére kezdetű magyar népdalt a Somogy vármegyei Felsősegesden gyűjtötte Seemayer Vilmos 1933-ban.
A dal eredetileg névnapi köszöntő volt, anyánk helyén alkalmanként változó keresztnévvel, csak később vált anyák napi köszöntővé.

## Kotta és dallam
| A névnapi köszöntő:                                                                           | A névnapi köszöntő:                                                                           | Az anyák napi köszöntő második versszakát Károlyi Amy írta:                                  |
| Már megjöttünk estére anyánk köszöntésére, anyánk, légy reménységben, köszöntünk egészségben. | Hogy megérted napodat, Szűz szent pátronusodat, Áldjad Úr Krisztusodat, Szép fölvirradásodat. | Gyöngyharmatos hajnalba Kivirult a hajnalka. Szép kivirult hajnalkák, Köszöntsétek jó anyát. |

## Felvételek
- Már megjöttünk. YouTube (2013. április 23.)  (Hozzáférés: 2016. június 13.) (audió) ének
- Már megjöttünk ez helyre, anyánk köszöntésére. 7 éves kisfiú  YouTube (2010. május 2.)  (Hozzáférés: 2016. június 13.) (videó) zongora